# Mabogwe
Mabogwe är ett vattendrag i Burundi.   Det ligger i provinsen Gitega, i den centrala delen av landet, 60 kilometer öster om huvudstaden Bujumbura.
Omgivningarna runt Mabogwe är en mosaik av jordbruksmark och naturlig växtlighet. Runt Mabogwe är det tätbefolkat, med 343 invånare per kvadratkilometer.